# Galina Ułanowa
Galina Siergiejewna Ułanowa (ros. Галина Сергеевна Уланова; ur. 26 grudnia 1909?/8 stycznia 1910 w Petersburgu, zm. 21 marca 1998 w Moskwie) – rosyjska i radziecka tancerka baletowa.

## Życiorys
Naukę tańca pobierała pod kierunkiem Agrippiny Waganowej, w 1928 ukończyła leningradzką szkołę choreografii. W tym samym roku została przyjęta do Teatru Maryjskiego w Leningradzie, gdzie 21 października 1928 zadebiutowała partią księżniczki Floriny w Śpiącej królewnie. W 1944 przeniosła się do Teatru Bolszoj w Moskwie, na którego scenie występowała do 1960 roku. Uznana za jedną z najwybitniejszych baletnic XX wieku. Zakończyła karierę w wieku 50 lat, poświęcając się nauce następnych pokoleń tancerek. W 1959 została członkiem korespondentem Akademii Sztuk NRD, a w 1961 honorowym członkiem Akademii Nauk i Sztuk USA. W 1971 otrzymała nagrodę i złoty medale Wystawy Osiągnięć Gospodarki Narodowej.
Pochowana na Cmentarzu Nowodziewiczym w Moskwie.

## Wybrana filmografia
- 1955: Romeo i Julia jako Julia

## Nagrody i odznaczenia
- Nagroda Leninowska (1957)
- Nagroda Stalinowska I klasy (trzykrotnie - 1941, 1946 i 1947)
- Nagroda Stalinowska II klasy (1950)
- Medal Sierp i Młot Bohatera Pracy Socjalistycznej (dwukrotnie - 16 maja 1974 i 7 stycznia 1980)
- Order Lenina (czterokrotnie - 14 grudnia 1953, 30 stycznia 1970, 16 maja 1974 i 7 stycznia 1980)
- Order Czerwonego Sztandaru Pracy (czterokrotnie - 11 marca 1939, 27 maja 1951, 15 września 1959 i 27 października 1967)
- Order „Znak Honoru” (1 czerwca 1940)
- Order Cyryla i Metodego (Bułgarska Republika Ludowa)
- Order Sztuki i Literatury (Francja)

I inne.